# مارینا گاتل
مارینا گاتل (اسپانیایی: Marina Gatell‎؛ زادهٔ ۱۱ ژوئیهٔ ۱۹۷۹) بازیگر اهل اسپانیا است.
از فیلم‌ها یا برنامه‌های تلویزیونی که وی در آن نقش داشته‌است، می‌توان به ببخشید اگر عشق صدایت می‌زنم، نان سیاه، ۷ زندگی و فیزیک یا شیمی اشاره کرد.